# Дрізд голоокий
Дрізд голоокий (Turdus nudigenis) — вид горобцеподібних птахів родини дроздових (Turdidae). Мешкає в Південній Америці та на Малих Антильських островах.

## Опис

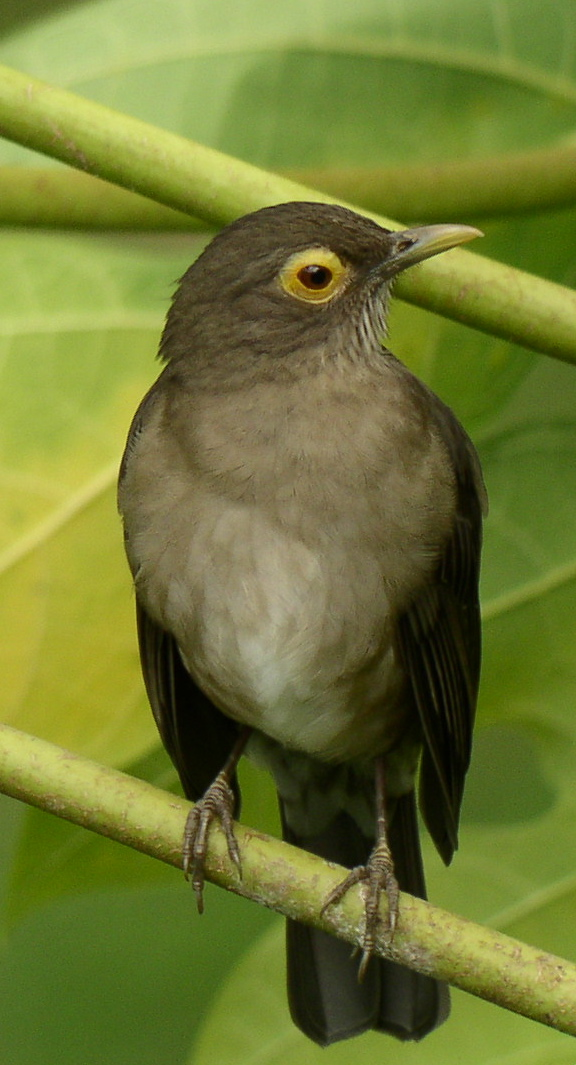
Голоокий дрізд

Довжина птаха становить 23-24 см, вага 60 г. Верхня частина тіла оливково-коричнева, нижня частина тіла блідо-коричнева. Горло білувате, поцятковане коричневими плямками, нижня частина живота білувата. Навколо очей помітні жовті кільця.

## Підвиди
Виділяють два підвиди:
- T. n. nudigenis Lafresnaye, 1848 — південні Малі Антильські острови, Тринідад, Тобаго, Колумбія, Венесуела і Гвіана;
- T. n. extimus Todd, 1931 — північна Бразилія.

## Поширення і екологія
Голоокі дрозди мешкають в Колумбії, Венесуелі, Гаяні, Суринамі, Французькій Гвіані, Бразилії, на Тринідаді і Тобаго, Гренаді, Сент-Вінсенті і Гренадинах, Сент-Люсії і Мартиніці. Вони живуть на узліссях вологих і сухих тропічних лісів, на полях і плантаціях, в парках і садах. Зустрічаються на висоті до 1600 м над рівнем моря. Живляться плодами, ягодами, комахами і дощовими черв'яками. Гніздо чашоподібне, розміщується низько на деревах. В кладці 2-3 темно-синіх яєць, поцяткованих червонуваими плямками. Насиджує лише самиця.